# Pedicularis roylei
Pedicularis roylei är en snyltrotsväxtart. Pedicularis roylei ingår i släktet spiror, och familjen snyltrotsväxter.

## Underarter
Arten delas in i följande underarter:
- P. r. roylei
- P. r. shawii
- P. r. brevigaleata
- P. r. speciosa